# Krzyż i sztylet (film)
Krzyż i sztylet (oryg. The Cross and the Switchblade) – amerykański dramat biograficzny z 1970 roku, wyreżyserowany przez Dona Murraya na podst. książki Davida Wilkersona o tym samym tytule.
Film w Polsce miał premierę w 1985 roku i był pokazywany w kościołach ewangelickich. W roku 2008 był wydany na płytach DVD przez Fundację Głos Ewangelii.

## Obsada
- Pat Boone – David Wilkerson
- Erik Estrada – Nicky Cruz
- Jacqueline Giroux – Rosa
- Jo-Ann Robinson – Mała Bo
- Dino de Felippi – Izrael
- Don Blakely – Abdullah
- Gil Frazier – Big Cat
- Don Lamond – sierżant Delano
- Sam Capuano – Hector Gomez
- Alex Colon – Mingo

## Fabuła
Stany Zjednoczone, druga połowa lat pięćdziesiątych. David Wilkerson, pastor z Pittsburgha (Pat Boone) dociera do Nowego Jorku, gdzie w jednej patologicznej dzielnicy panują dwa młodociane gangi, portorykańscy Mau Mau i afroamerykańscy Biskupi. David szybko poznaje zwyczaje cynicznej młodzieży, jednak nie traci wiary w jej nawrócenie. Nicky Cruz (Erik Estrada), przywódca Mau Mau początkowo traktuje Wilkersona jako intruza, z czasem zaczyna poważniej myśleć słowa o Bogu.

## Wersja polska
Wersja polska: Studio Opracowań Filmów w Warszawie na zlecenie Zjednoczonego Kościoła Ewangelicznego w PRL

Reżyser: Henryka Biedrzycka

Dialogi polskie: Jan Moes

Dźwięk: Alina Hojnacka-Przeździak

Montaż: Anna Szatkowska

Kierownik produkcji: Jan Szatkowski

Wystąpili:

- Michał Anioł – David Wilkerson
- Jarosław Domin – 
  - Nicky Cruz,
  - jeden z gangu Egipskich Królów
- Maria Ciunelis – Rosa
- Ilona Kuśmierska – Mała Bo
- Grzegorz Wons – Izrael
- Wiktor Zborowski – Abdullah
- Emilian Kamiński – Big Cat
- Włodzimierz Bednarski – sierżant Delano
- Krystian Tomczak – Hector Gomez
- Mirosław Wieprzewski – Mingo
- Maciej Damięcki – Kapsel
- Andrzej Tomecki – adwokat
- Tadeusz Borowski – prokurator
- Leopold Matuszczak – sędzia
- Jan Suzin – ochroniarz w sądzie
- Ryszard Olesiński – 
  - diler narkotyków,
  - policjant

i inni
Lektor: Tomasz Knapik